# Griveaudia vieui
Griveaudia vieui Viette, 1958 è un lepidottero appartenente alla famiglia Callidulidae, endemico del Madagascar.

## Etimologia
L'epiteto specifico è stato dato in onore dell'entomologo R. Vieu, che collaborò con Pierre Viette nelle ricerche sul campo in Madagascar.

## Descrizione

### Adulto
Si tratta di una falena con un'apertura alare compresa tra 39 e 41 mm, che nello stadio adulto evidenzia un marcato dimorfismo sessuale.

#### Capo
Gli occhi rivelano la presenza di minutissime setole interommatidiali; gli ocelli sono ridotti ma presenti, come pure i chaetosemata.
Nell'apparato boccale, i lobi piliferi sono presenti, come pure la spirotromba, ben sviluppata e priva di scaglie. I palpi mascellari sono ridotti. I palpi labiali sono trisegmentati, col III articolo che termina con un organo di vom Rath ben definito.
Le antenne sono filiformi e corte (circa un quarto della costa dell'ala anteriore in entrambi i sessi), con i sensilli tricoidei di lunghezza ridotta.

#### Torace
Nella colorazione della pagina superiore delle ali si evidenzia in modo peculiare il fenomeno del dimorfismo sessuale: nel maschio la colorazione di fondo è il bianco, bordato di scuro in corrispondenza dell'apice falcato dell'ala anteriore, ma senza particolari geometrie; nella femmina, al contrario, l'ala anteriore è brunastra e mostra una vistosa macchia scura nella zona discale, subito posteriore alla costa; si osservano inoltre una serie di linee parallele nella zona terminale, mentre l'apice è falcato come nel maschio, con tonalità più scure; l'ala posteriore appare notevolmente più chiara dell'anteriore, con una colorazione omogenea, lievemente più carica in prossimità del margine esterno.
Nell'ala anteriore, R è libera, mentre i quattro rami di Rs sono retti da un'unica nervatura; M2 parte nettamente più vicina a M3 che non a M1; CuP è sostituita da una piega; 1A+2A è priva di biforcazione alla base.
Nell'ala posteriore, si osserva una sorta di piccolo sperone omerale su Sc+R, e quest'ultima si avvicina fino a sfiorare Rs per un certo tratto, prima della fine della cellula discale; M2 è più vicina ad M3 che ad M1; non si osserva CuP, sostituita anche qui da una plica, mentre 3A è molto ridotta.
Nel maschio manca un retinaculum sulla subcosta, mentre il frenulum è presente in entrambi i sessi, ma è ridotto; si osserva inoltre una spinarea.
Gli anepisterni del mesotorace sono ben sviluppati. Il metascuto è praticamente diviso in due sezioni, come in Callidula.
Nelle zampe, le tibie sono munite di spine; nel tarso delle zampe anteriori, il IV tarsomero è munito sulla superficie ventrale di una coppia di robuste spine apicali, mentre il distitarso ne è privo; l'arolio è ben sviluppato e i pulvilli sono divisi; le unghie sono semplici, prive di dentellatura.

#### Addome
Nell'addome, così come nel torace, non sono presenti organi timpanici; i bordi laterali del I tergite sono connessi anteriormente al II sternite attraverso uno sclerite tergosternale completo; nel maschio, l'VIII tergite appare considerevolmente allungato.
Nell'apparato genitale maschile, le valve sono unite ventralmente rispetto alla juxta.
Nel genitale femminile, l'ostium bursae è situato proprio in prossimità del margine anteriore arcuato dell'VIII sternite; le apofisi sono alquanto pronunciate; l'ovopositore appare appiattito e quadrilobato.

### Uovo
L'uovo è liscio, ellittico e appiattito, come in Callidula.

### Larva
Non è stata descritta la larva.

### Pupa
Non è stata descritta la pupa.

## Biologia
Gli adulti di Griveaudia possono talvolta volare di giorno nel sottobosco, e a riposo tengono le ali "a tetto", in conformità con la maggior parte delle falene, ma differentemente dal resto dei Callidulidae.

### Alimentazione
Non si conoscono le piante nutrici delle specie di Griveaudiinae, ma si ritiene che, come nel caso delle altre Callidulidae, questi bruchi possano essere strettamente pteridofagi, ossia si alimentino esclusivamente di foglie di felce.

### Parassitoidismo
Non sono disponibili dati relativi al parassitoidismo ai danni di queste larve.

## Distribuzione e habitat

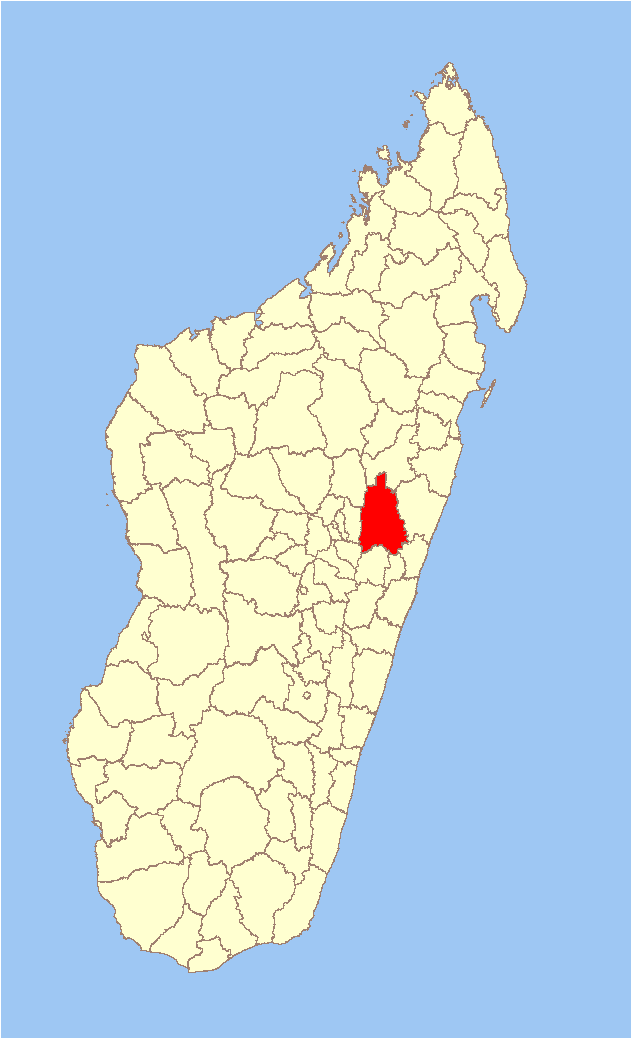
Il distretto di Moramanga, in Madagascar

La specie è endemica del Madagascar e in particolare è stata rinvenuta nelle foreste orientali, in prossimità di Fanovana, nel Distretto di Moramanga, Regione di Alaotra Mangoro, Provincia di Toamasina.
L'habitat è rappresentato dal sottobosco della foresta pluviale.

## Tassonomia
Griveaudia vieui Viette, 1958 - Mém. Inst. sci. Madag. (E) 9: 174, tav. I, figg. 1-2 - locus typicus: Madagascar orientale, "Forest Compagnie coloniale, 6 km NW of Fanovana, 18–22.ii.1955, leg. P. Griveaud & R. Vieu".

### Sottospecie
Non sono state individuate sottospecie.

### Sinonimi
Non sono stati riportati sinonimi.

## Conservazione
La specie non è stata inserita nella Lista rossa IUCN.

### Testi
- (EN) Capinera, J. L. (Ed.), Encyclopedia of Entomology, 4 voll., 2nd Ed., Dordrecht, Springer Science+Business Media B.V., 2008,  pp. lxiii + 4346, ISBN 978-1-4020-6242-1, LCCN 2008930112, OCLC 837039413.
- (EN) Grimaldi, D. A.; Engel, M. S., Evolution of the insects, Cambridge [U.K.]; New York, Cambridge University Press, maggio 2005,  pp. xv + 755, ISBN 978-0-521-82149-0, LCCN 2004054605, OCLC 56057971.
- (EN) Janse, A. J. T., The Moths of South Africa, Vol. 1, Durban, E.P. & Commercial Printing Co., 1932,  pp. xi+376+15tavv., ISBN non esistente, LCCN 33031872, OCLC 163065842.
- (DE) Kobes, L. W. B., The Callidulidae of Sumatra, in Heterocera sumatrana, Vol. 6 - Limacodidae, Ratardidae, Callidulidae, Brahmaeidae, Lasiocampidae, Gottingen, Heterocera Sumatrana Society, 1990,  pp. 101-115, ISBN 9783925055096, OCLC 488100556.
- (EN) Kristensen, N. P. (Ed.), Handbuch der Zoologie / Handbook of Zoology, Band 4: Arthropoda - 2. Hälfte: Insecta - Lepidoptera, moths and butterflies, Kükenthal, W. (Ed.), Fischer, M. (Scientific Ed.), Teilband/Part 35: Volume 1: Evolution, systematics, and biogeography, ristampa 2013, Berlino, New York, Walter de Gruyter, 1999  [1998],  pp. x, 491, ISBN 978-3-11-015704-8, OCLC 174380917.
- (EN) Moore, F., Descriptions of new Indian lepidopterous insects from the collection of the late Mr. W.S. Atkinson. Rhopalocera, by William C. Hewitson. Heterocera, by Frederic Moore. With an introductory notice by Arthur Grote (PDF), Calcutta, Asiatic Society of Bengal, 1879,  p. 21, tav. II, fig. 3, DOI:10.5962/bhl.title.5528, ISBN non esistente, LCCN 48034117, OCLC 9625544.
- (FR) Oberthür, C., Études d'entomologie: Faunes entomologiques; descriptions d'insectes nouveaux ou peu connus (PDF), Vol. 18, Rennes, Imprimerie Oberthür, 1893,  pp. 49; 6; tavv., DOI:10.5962/bhl.title.9398, ISBN non esistente, OCLC 6755724.
- (DE) Pagenstecher, A., Callidulidae, bearbeitet von dr. Arnold Pagenstecher - Mit 19 abbildungen (PDF), collana Das Tierreich, Vol. 17, Berlino, R. Friedländer und Sohn, 1902,  p. 21, DOI:10.5962/bhl.title.1237, ISBN non esistente, LCCN 06035713, OCLC 3623513.
- (EN) Parker, S. B. (Ed.), Synopsis and classification of living organisms, vol. 2, New York, McGraw-Hill, 1982,  p. 1119, ISBN 9780070790315, LCCN 81013653, OCLC 7732464.
- (EN) Poole, R. W., Lepidopterorum Catalogus. New Series, Fasc. 118 - Vol. 3, Leida; New York; Copenaghen, E.J. Brill/Flora & fauna publications, 1989,  pp. 1015-1329, ISBN 9780916846459, LCCN 88020258, OCLC 468724176.
- (EN) Scoble, M. J., The Lepidoptera: Form, Function and Diversity, seconda edizione, London, Oxford University Press & Natural History Museum, 2011  [1992],  pp. xi, 404, ISBN 978-0-19-854952-9, LCCN 92004297, OCLC 25282932.
- (EN) Seitz, A., Family: Callidulidae, in The Macrolepidoptera of the World, Vol. 10, Stoccarda, Verlag des Seitz'schen werkes (A. Kernen), 1924,  pp. 491-496, ISBN non esistente, LCCN unk82065024, OCLC 41184004.
- (ZH) Wang, H. Y., Illustrations of day-flying moths in Taiwan, Taipei, Taiwan Museum, 1993,  p. 105, ISBN 9789575313043, OCLC 488206514.
- (EN) Yen, S. H. & Wu, S., Biota Taiwanica / Hexapoda: Lepidoptera, Calliduloidea, Callidulidae, Callidulinae (PDF), Kaohsiung, National Sun Yat-Sen University, 2009,  p. 24, ISBN 9789579014397, OCLC 765856971.